# Ryde Falls
Die Ryde Falls sind ein fünfstufiger Wasserfall im Waimakariri District der Region Canterbury auf der Südinsel Neuseelands. Er liegt im Oberlauf des Coopers Creek nordwestlich der Ortschaft Oxford. Seine Fallhöhe beträgt rund 50 Meter.
Vom Parkplatz Coopers Creek führt ein dreistündiger und vom Parkplatz View Hill ein ein- bis zweistündiger Wanderweg zum Wasserfall.